# My Boss My Hero (sèrie)
My boss, My hero és una sèrie de televisió japonesa emesa en la NTV. Estrenada a l'estiu de 2006, la sèrie va ser emesa els dissabtes a les 21.00 hores. Aconseguí molt bones audiències.
El tema principal, guanyador d'un premi de la Television Drama Academy Awards, va ser gravat pel grup del mateix Tomoya Nagase, Tòquio.

## La sèrie
Sakaki Makio, també conegut com a "Tornado", és un jove yakuza de 27 anys que abandonà els seus estudis. Acadèmicament parlant és bastant ximple, pel que el seu pare l'obliga a tornar a l'institut. Per a això el pare, parla amb un vell amic seu que treballa en una escola propera perquè admeta a Makio. Si Makio no es gradua, el lloc com cap dels yakuza serà heretat pel seu germà menor, Mikio.
A més, Makio ha d'actuar com un xic de 17 anys durant l'horari lectiu, doncs a la mínima sospita per part dels seus companys, aquest serà expulsat de l'institut. Si la seua tapadora és descoberta, serà la fi dels seus estudis, així com la fi de les seues esperances per a convertir-se en el cap de la Yakuza.

### Episodis
|        | Nom de l'episodi                    | Traducció                                                    | Dada de emissió        | Índexs |
| ------ | ----------------------------------- | ------------------------------------------------------------ | ---------------------- | ------ |
| Ep. 1  | 若頭☆高校生になる!                  | El jove mestre se convertix en un estudiant d'institut!      | 8 de juliol de 2006    | 19.0%  |
| Ep. 2  | 若頭☆学級委員長になる!              | El jove mestre se convertix en el líder de la classe!        | 15 de juliol de 2006   | 16.7%  |
| Ep. 3  | 若頭☆テストに燃える?!               | El jove mestre posa els seus ulls en la prova!?              | 2 de juliol de 2006    | 18.1%  |
| Ep. 4  | 夏休みだよ!☆若頭                    | Són les vacances d'estiu, jove mestre!                       | 29 de juliol de 2006   | 17.4%  |
| Ep. 5  | グレてやる!☆若頭の反抗期            | A fer la mà! L'època rebel del jove mestre                   | 5 d'agost de 2006      | 14.6%  |
| Ep. 6  | 立ち上がれ組長!☆A組の内部抗争       | Alça't, líder de la classe! Conflictes interns a la classe A | 12 d'agost de 2006     | 20.6%  |
| Ep. 7  | 俺の正体は!☆若頭、涙の疾走          | Sóc un...! El jove mestre trenca a plorar                    | 19 d'agost de 2006     | 17.5%  |
| Ep. 8  | 文化祭☆愛と青春のハッピーデイ!      | Festival cultural: Un dia feliç d'amor i adolescència!       | 2 de setembre de 2006  | 20.7%  |
| Ep. 9  | 若頭☆バレンタインデーは大決戦!!     | ¡El jove mestre discutix en el dia de Sant Valentí!!         | 9 de setembre de 2006  | 21.3%  |
| Ep. 10 | さよなら若頭☆舞い上がれ、俺たちの船 | Bon viatge, jove mestre!                                     | 16 de setembre de 2006 | 23.2%  |